# Heidschnucke

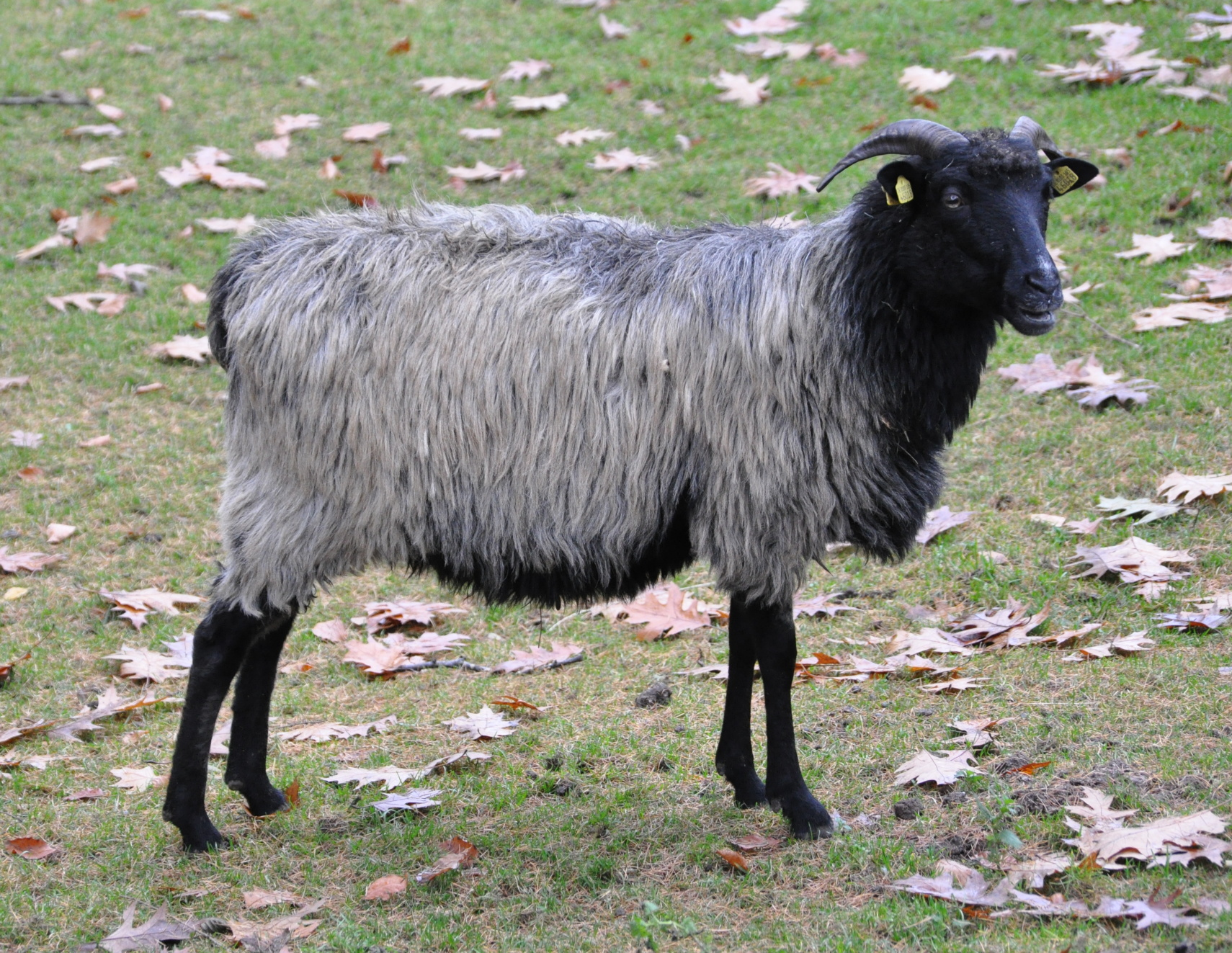
Heidschnucke en el parque de vida silvestre Brezal de Luneburgo, Alemania

Heidschnucke es un grupo de tres razas ovinas originarias de los páramos del norte de Alemania. Junto con otras razas de Escandinavia y Gran Bretaña, forman parte del grupo de ovejas noreuropeas de cola corta. Probablemente este nombre provenga del antiguo heide («brezal» o «páramo») y schnukerern / schnökern («merendar», «buscar pasto»), término coloquial del bajoalemán; es decir, «oveja que pasta en los páramos». Las tres razas de Heidschnucke, en orden de tamaño poblacional, son:
- Graue Gehörnte Heidschnucke («Heidschnucke gris alemán»)
- Weiße Hornlose Heidschnucke («Heidschnucke mocho blanco»; mocho quiere decir sin cuernos), también llamada Moorschnucke («oveja del brezal»).
- Weiße Gehörnte Heidschnucke («Heidschnucke enastado blanco»; enastado quiere decir con cuernos)

Las principales zonas de cría son los brezales y páramos del norte de Alemania, como el brezal de Luneburgo. Dicho esto, esta oveja, que es fácil de cuidar, se puede encontrar hoy en día en todas partes de Europa, principalmente debido a su carne que tiene un sabor intenso. Algunas razas se clasifican como especies domésticas en peligro de extinción, por lo que su preservación está subsidiada en la Unión Europea.
El cabello del Heidschnucke gris alemán es grisáceo y muy largo. Sus patas, cola y cabeza son negras, los corderos nacen negros y adquieren marcas adultas en su segundo año. También hay variantes blancas. Ambos sexos tienen cuernos.
La carne del Heidschnucke de Luneburgo (un gris alemán) está protegido en Europa con este nombre y puede llevar el sello para mostrar que es una Denominación de Origen Protegida (geschützte Ursprungsbezeichnung). Por otro lado, su lana larga y suelta solo es adecuada para telas gruesas, como alfombras. El Diepholz Moorschnucke (un mocho blanco) también es una raza local protegida.
En tiempos pasados había rebaños de ovejas del páramo del norte de Alemania que eran grises y blancos, enastados y mochos. Mediante la cría selectiva durante el siglo XX, se crearon las razas que se ven hoy y su peso prácticamente se duplicó.

El «Día de las ovejas del páramo» (Heidschnuckentag) se celebra anualmente el segundo jueves de julio en Müden. Durante esta celebración se exhiben carneros jóvenes tanto a otros criadores como al resto de visitantes, y los mejores animales reciben premios. Los carneros Heidschnucke se pueden comprar en la subasta de cierre.

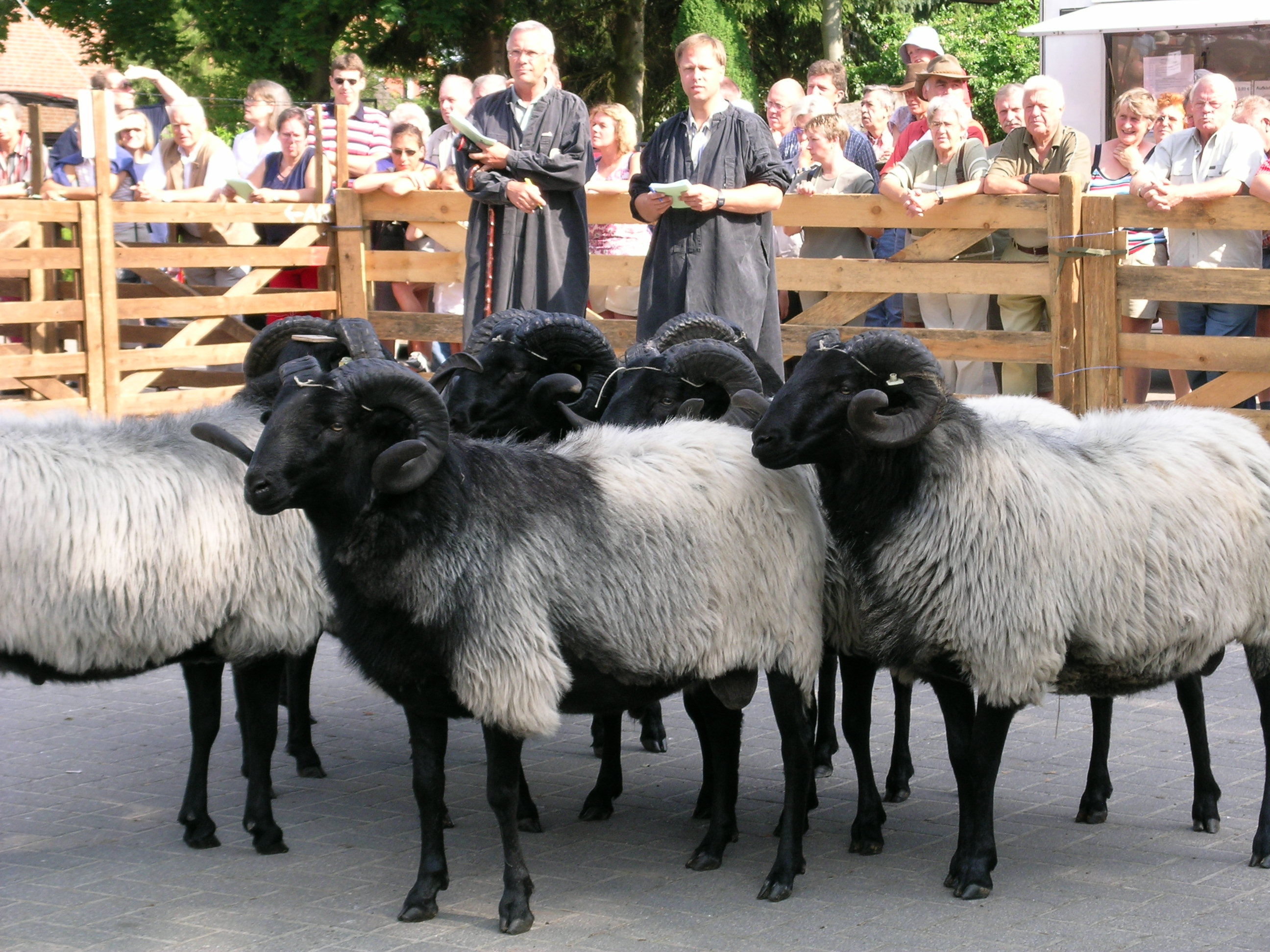
Inspección de carneros.
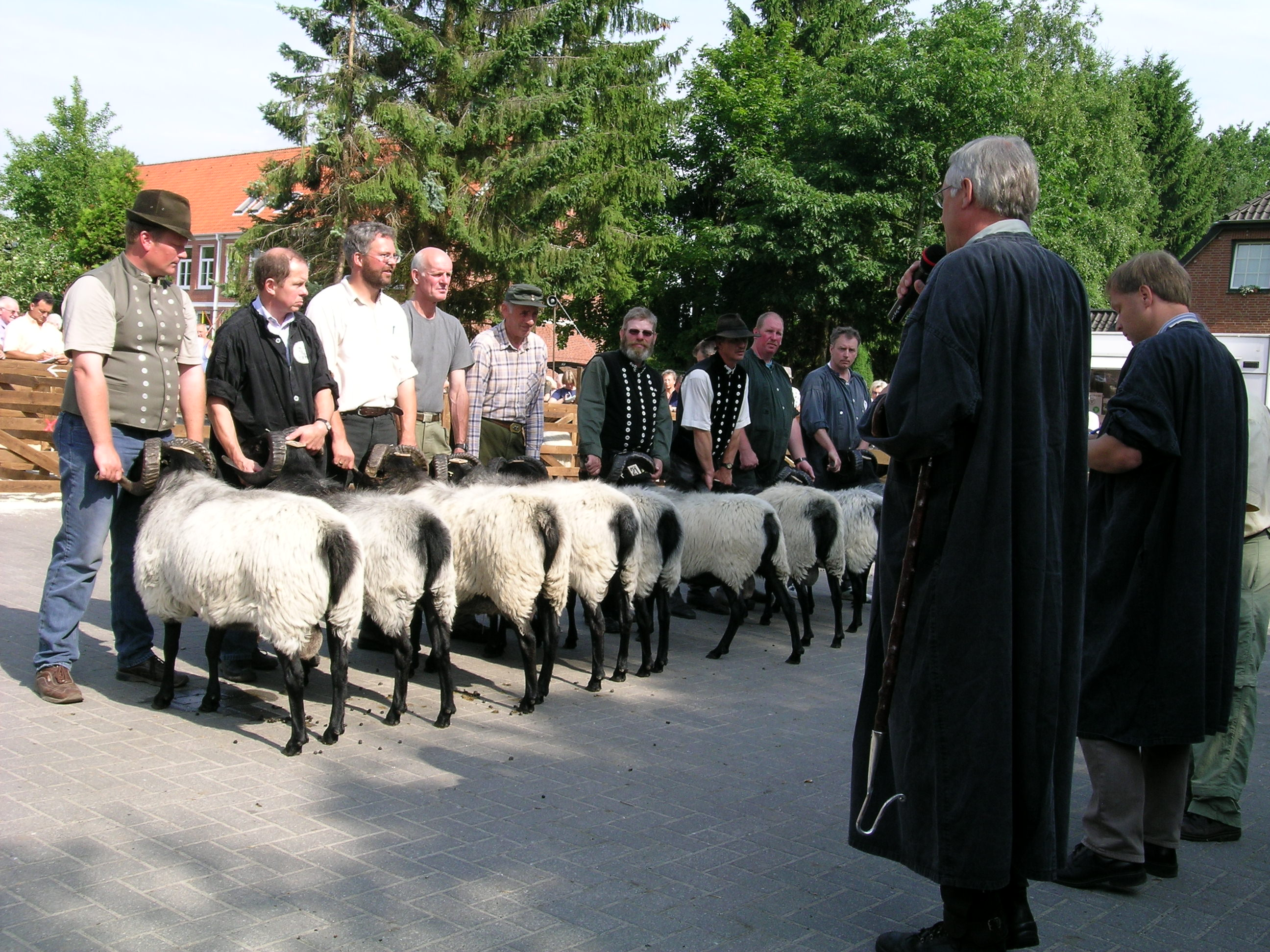
Entrega de premios.
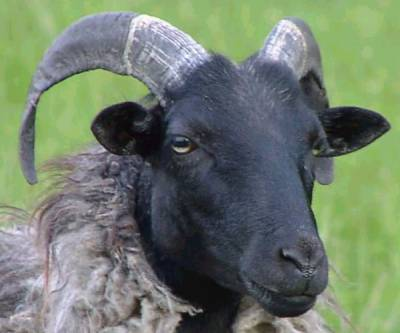
Cabeza del animal.
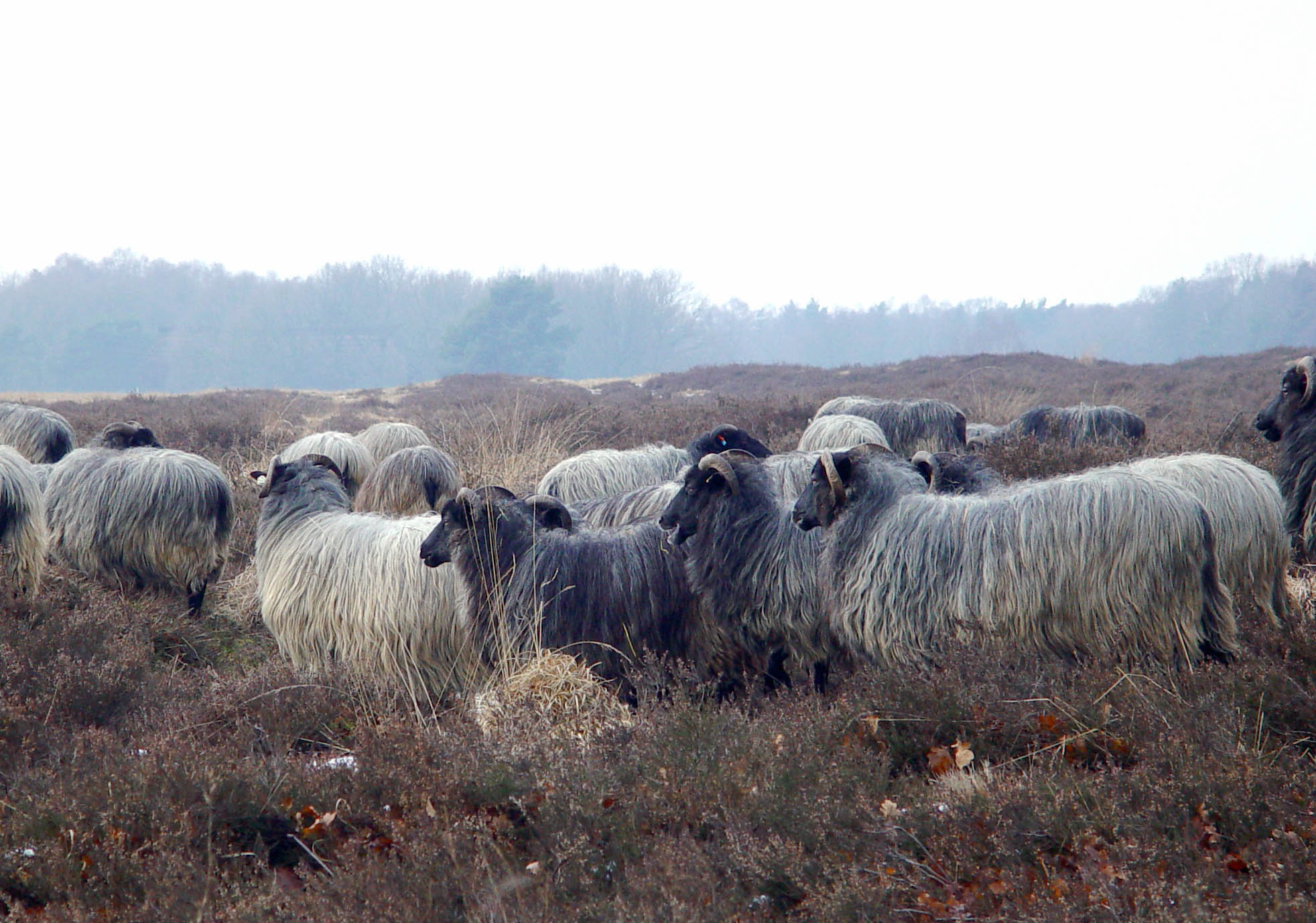
Rebaño en un páramo típicamente alemán cerca de Schneverdingen.
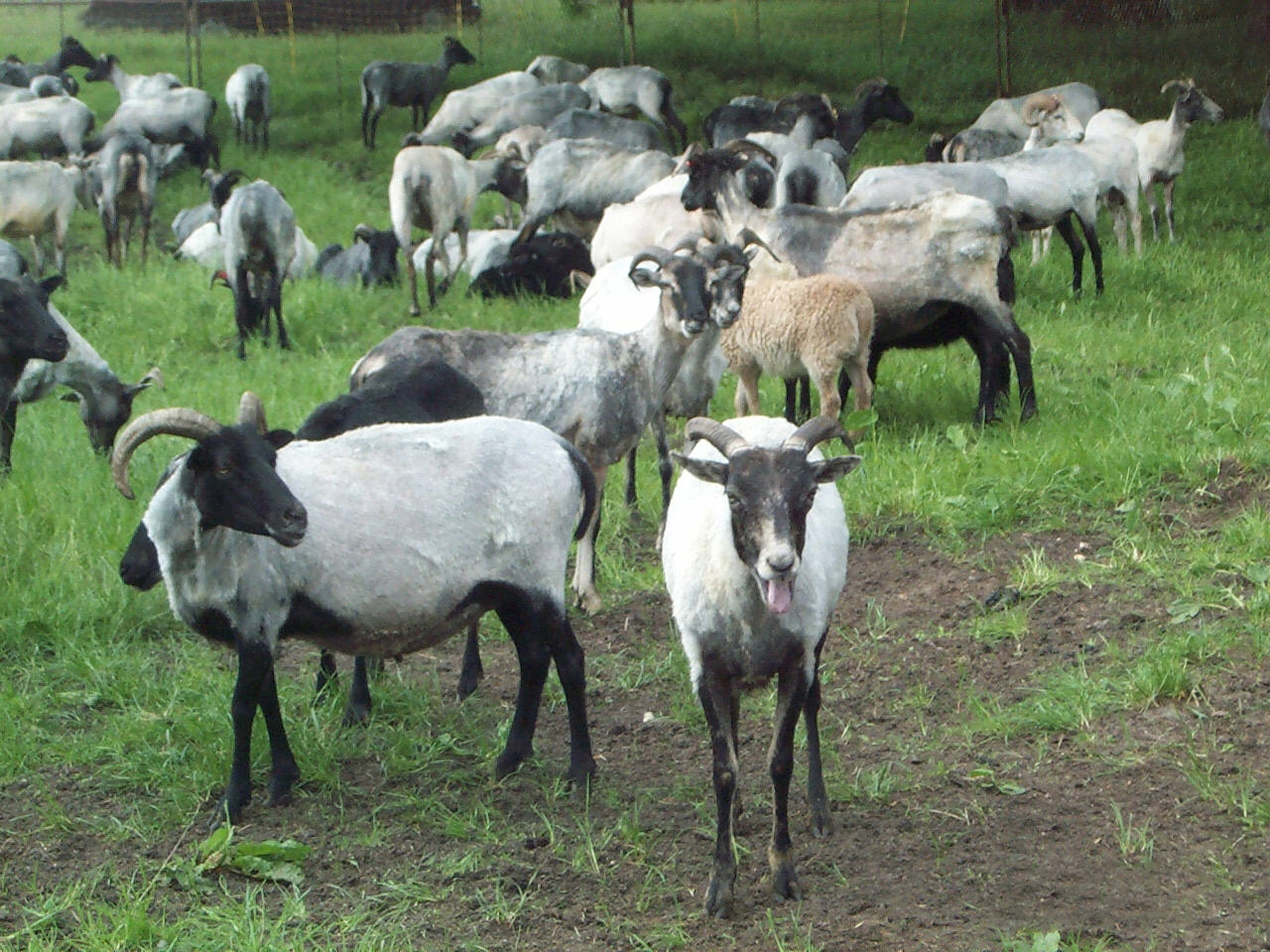
Rebaño esquilado en el brezal de Luneburgo.